# Yuliana Ortiz
Yuliana Ortiz Ruano (Limones, 1992) es una escritora ecuatoriana. Entre los galardones que ha obtenido se cuenta el Premio Joaquín Gallegos Lara a la mejor novela del año, que obtuvo en 2022 por su novela Fiebre de carnaval. En sus obras explora, entre otros temas, las costumbres y la realidad de la población afroecuatoriana.

## Biografía
Su cercanía por la literatura inició en su infancia por influencia de su madre y sus tías, quienes eran asiduas lectoras y la solían llevar a eventos literarios. La poesía, en particular, era de mucha importancia entre ellas y Ortiz creció memorizando poemas de autores como Nelson Estupiñán Bass y Adalberto Ortiz, además de obras de escritores cubanos.
A los 17 años se mudó a la ciudad de Guayaquil, donde sufrió racismo debido a su condición de afroecuatoriana.
Realizó sus estudios superiores en la Universidad de las Artes, donde cursó la carrera de literatura.
Su primera obra fue el poemario Sovoz, publicado en 2016 por la editorial Hanan Harawi. Los poemas del mismo fueron escritos durante varios años y fueron inspirados por la experiencia migratoria de Ortiz de Esmeraldas a Guayaquil y su trayecto entre ambas ciudades. A este le siguieron los poemarios Canciones desde el fin del mundo (2018) y Cuaderno del imposible regreso a Pangea (2021). Su poesía le ha valido reconocimientos como el primer lugar en el Concurso de Poesía Libre Libro 2019 y una mención de honor en el Concurso Nacional Poesía en Paralelo 0 en 2017.
En octubre de 2022 publicó su primera novela, Fiebre de carnaval, de la mano de la editorial española La Navaja Suiza. La obra fue bien recibida por la crítica y obtuvo el Premio IESS a la Ópera Prima, en Italia, además del Premio Joaquín Gallegos Lara en la categoría de mejor novela del año, que obtuvo en la edición de 2023 y que le fue otorgado por la municipalidad de Quito. La obra fue también incluida por la edición en español de la revista Vanity Fair como uno de sus libros recomendados de 2022 y señalada por la escritora Mónica Ojeda como su novela favorita del año. La trama sigue la historia de Ainhoa, una niña que crece en la Esmeraldas durante la década de 1990 y que pronto descubre la violencia de su entorno.

## Obras
Novelas
- Fiebre de carnaval (2022) (Recodo Press, Ecuador) (Himpar Editores, Colombia) (Concreto, Argentina) (Candaya, España)

Autobiografico
- Botica (Recodo Press, Ecuador)

Cuentos
- Litorales (2023) (Recodo Press, Ecuador)  [15]

Poesía
- Sovoz (2016)
- Canciones desde el fin del mundo (2018)
- Cuaderno del imposible regreso a Pangea (2021)